# Stormy Mondays
Stormy Mondays es una banda española de folk-rock y rock clásico formada en Oviedo en 1991. En la actualidad, la banda está integrada por Jorge Otero (voz, guitarras, armónica y mandolina), Pablo A. Bertrand (piano, órgano y coros), Danny Montgomery (batería) y Juanjo Zamorano (bajo y coros).

## Discografía

### Álbumes de estudio
- Rainy Days and Broken Hearts (1998-2000)
- Días de Lluvia, Corazones Rotos (2002)
- Wading The River / The Lay Of The Land (2015, doble EP)
- Suitcase Full Of Dreams (2017, Compact Vinyl)
- So Far, So Good / 20 years of Stormy Mondays (2018, recopilatorio)
- Nebraska (2019)

### Álbumes en directo
- Concierto: Jardín Botánico (2009)

### EP
- Winter Songs (2002)
- París (2004)
- On the Run (2007)
- On my Radio (2010)
- Días Mejores (2010)

### Sencillos
- Sunrise Number 1 (2011)
- Dormi ya  (2012)
- Tú y yo/A las 9 (2012)